# Henry H. Barschall
Henry Herman "Heinz" Barschall (Berlín, 29 de abril de 1915-Madison, 4 de febrero de 1997) fue un físico germanoestadounidense.

## Biografía
Nació en Berlín, Alemania; su padre era un abogado de patentes que había recibido un doctorado en química después de estudiar con los premios Nobel Emil Fischer y Fritz Haber. Después de comenzar a estudiar en varias universidades de Alemania, emigró a Estados Unidos en 1937 durante el período temprano del holocausto; aunque fue criado como luterano, tenía cierta ascendencia judía. Recibió su doctorado en la Universidad de Princeton en 1940 bajo la dirección de Rudolf Ladenburg. Por sugerencia de Niels Bohr, realizó en sólo unos días con su compañero de estudios Morton H. Kanner la primera demostración de la fisión por neutrones rápidos, torio y uranio. Su tesis versó sobre la interacción de neutrones rápidos con helio. En un artículo con John A. Wheeler informó sobre el descubrimiento del acoplamiento espín-órbita en la dispersión de neutrones.
Trabajó en la Universidad de Kansas, y luego en el Proyecto Manhattan en Los Alamos, Nuevo México, continuando su trabajo con neutrones rápidos. En 1946 se unió a la Universidad de Wisconsin-Madison, donde permaneció durante la mayor parte de su carrera siguiendo un programa sobre determinación de secciones transversales de neutrones rápidos. Su carrera investigadora se vio paralizada en 1970 cuando su laboratorio fue destruido por un coche bomba que dañó gran parte del Sterling Hall de la Universidad de Wisconsin-Madison. La bomba, dirigida al Centro de Investigación Matemática del Ejército de Estados Unidos ubicado en el mismo edificio, fue detonada en protesta por la participación militar estadounidense en la Guerra de Vietnam.
Fue elegido miembro de la Academia Estadounidense de Artes y Ciencias en 1987. Fue el primer ganador del Premio Bonner, editor de Nuclear Physics Review C, miembro de la junta directiva del Instituto Estadounidense de Física y miembro de la Academia Nacional de Ciencias. Su autobiografía aparece en HH Barschall, "Reminiscences", Physics in Perspective 1 (1999) 390–444.
Falleció a los 81 años el 4 de febrero de 1997 en Madison, Wisconsin.